# Trivium (hudební skupina)
Trivium je americká heavy metalová skupina pocházející z města Orlando na Floridě.Byla založena v roce 2000 a doposud (na začátku roku 2022) vydala deset studiových alb. Zúčastnila se významných hudebních festivalů, jako například Ozzfest nebo Download festival.

## Historie

### Vznik a debutové album (2000–2004)
Skupina vznikla roku 2000. Matt Heafy tehdy vystoupil na talentové akci své střední školy s cover verzí písně No Leaf Clover od Metallicy, což zaujalo zpěváka Brada Lewtera, jenž Heafymu nabídl zkoušku se svou kapelou. V domě bubeníka Travise Smitha si společně zahráli další píseň od Metallicy, For Whom the Bell Tolls, a na základě předvedeného výkonu byl Heafy přijat jako kytarista do skupiny známé jako Trivium, k níž patřil ještě kytarista a pozdější baskytarista Brent Young. Trivium je mimo jiné latinský výraz označující setkání tří cest, jenž také zastupuje trojici základních učení (gramatiku, rétoriku a logiku); skupina si tento název zvolila na znamení kombinace tří hudebních stylů – melodického death metalu, thrash metalu a metalcoru. Lewter ze skupiny po několika vystoupeních v barech a místních klubech odešel a Heafy po něm převzal pozici zpěváka.
Počátkem roku 2003 nahrála skupina své první demo. Nahrávka se dostala k německému hudebnímu vydavatelství Lifeforce, s nímž skupina následně podepsala smlouvu a nahrála své první studiové album, Ember to Inferno. Poté se ke skupině připojil kytarista Corey Beaulieu a v roce 2004 přišel baskytarista Paolo Gregoletto, jenž na této pozici nahradil Brenta Younga. Složení skupiny se tím přibližně na pět let ustálilo.
Debutové album si získalo pozornost vydavatelství Roadrunner Records, Trivium pod jeho záštitou začali připravovat další album.

### Ascendancy(2004–2006)
Druhé studiové album, Ascendancy, nahrála skupina v Audiohammer Studios a Morrisound Recording na Floridě. Jeho producenty byli Jason Suecof a Matt Heafy, vydáno bylo v březnu 2005. Album debutovalo na 151. místě v Billboard 200 a na 4. místě v Top Heatseekers chart. Časopis Kerrang! označil Ascendancy za album roku a ve Spojeném království získalo toto album za prodej více než 100 000 kopií Zlatou desku.
Z alba vzešly čtyři singly – Like Light to the Flies, Pull Harder on the Strings of Your Martyr, A Gunshot to the Head of Trepidation a Dying in Your Arms. K těmto písním byly též natočeny videoklipy, které se objevily v pořadu Headbangers Ball televize MTV2.
V rámci propagace alba absolvovala skupina série koncertů se známými umělci, např. Killswitch Engage, Iced Earth, Fear Factory a Machine Head. Vystoupila též na festivalech Road Rage 2005, Ozzfest a Download Festival, přičemž právě vystoupení na hlavním pódiu Download Festivalu v Castle Doningtonu v Anglii uvedlo podle Heafyho Trivium na světovou scénu.
V roce 2006 bylo album Ascendancy vydáno znovu, tentokrát se 4 bonusovými stopami a DVD obsahujícím všechny videoklipy skupiny společně s živými záznamy.

### The Crusade(2006–2008)
V dubnu roku 2006, po koncertní tour, kde Trivium předskakovaly kapely Mendeed a God Forbid, začala skupina s nahráváním nového alba, jehož producenty byli opět Heafy a Suecof. Skupina taktéž opět zahrála na hlavním pódiu Download Festivalu, kde ve stejný den vystoupily mimo jiné též skupiny Metallica a Korn.
Třetí studiové album, The Crusade, bylo vydáno v říjnu 2006. V Billboard 200 debutovalo na 25. místě a za první týden se jej prodalo více než 31 000 kopií. Na rozdíl od předchozího alba, kde Heafy hojně využíval metalcorový screaming, zde drtivě převažuje klasický zpěv. Nový styl zpěvu a velký příklon k thrash metalu vedl k názorům, že skupina silně napodobuje hudbu Metallicy, která patří mezi její hlavní hudební inspirace.
Vydání alba doprovodila skupina například turné s Iron Maiden, 65denním evropským turné s podporou skupin Annihilator, Gojira a Sanctity či účastí na Family Values Tour se skupinou Korn. V rámci Golden God Awards magazínu Metal Hammer bylo Trivium označeno jako nejlepší živá kapela roku 2006.

### Shogun(2008–2009)
Trivium začalo dělat na novém albu s producentem Nickem Raskulineczem v říjnu 2007. Heafy prohlásil, že se chce vrátit ke řvaní, jako na Ascedancy. Skupina prohlásila, že znovu nezvolily pracovat s Suecofem, protože s ním už nahráli tři alba a nyní chtějí zkusit nové nápady. Nahrávání skončilo v červnu 2008
Při interview s britským magazínem Metal Hammer v květnu 2008, Matt Heafy řekl, že jejich nové album mělo být "více thrashové, více uřvané a více agresivní". Magazínu Revolver řekl, "Poprvé se nemůžem podívat na naše songy a říct, koho ty riffy připomínají. Opravdu děláme vlastní materiál, vlastní druh hudby a umění, a to je vzrušující.
V září 2008, Trivium vydalo jejich čtvrté, plnohodnotné albu, Shogun. Alba se v prvním týdnu prodeje prodalo přes 24 000 kopií ve Spojených státech, debutovalo na 23 místě v žebříčcích Billboardu 200. Vydání splývalo s turné se Slayer, Mastodon a Amon Amarth, následování mini-turné zahrnující šest vystoupení v Rusku a Irsku a jedno ve Skotsku. Trivium se také účastnilo Download Festivalu.

### In Waves(2010—2012)
Album vyšlo celosvětově 2. srpna 2011 a umístilo se na třinácté pozici Billboard 200 a první pozici Billboard Hard Rock. Na albu se poprvé podílel nový bubeník kapely, Nick Augusto, který nahradil Travise Smithe, který odešel v roce 2009. Prvním vydaným singlem byl "In Waves", 21. května 2011 a Matt Heafy chvilku poté informoval, že se tak bude jmenovat i album.

### Vengeance Fallsa odchod Nicka Augusta (2013—2015)
Matt Heafy na konci srpna 2012 v rozhovoru pro Metal Insider uvedl, že k nahrávání nového alba dojde až poté, co kapela dokončí rozjetá turné, tedy ne dříve než na konci února 2013. Dále uvedl, že skupina již má celkem třináct demonahrávek.
1. srpna 2013 kapela oznámila, že album pojmenované Vengeance Falls vyjde 15. října. Jeho producentem je David Draiman z Disturbed. První singl z nového alba, jež byl pojmenován „Strife“, byl zveřejněn 21. srpna.
7. května 2014 vydal Paolo Gregoletto prohlášení, ve kterém oznámil, že se se zbytkem kapely shodli na tom, že budou dále pokračovat bez bubeníka Nicka Augusta. Na uvolněnou pozici bubeníka nastoupil jako náhrada Mat Madiro, který doposud pracoval pro skupinu jako technik.

## Členové skupiny
Současní členové
- Matt Heafy – hlavní vokály (zpěv, screaming) a rytmická kytara (1999–dodnes), sólová kytara (1999–2003)[18]
- Corey Beaulieu – sólová kytara, vokály v pozadí (screaming) (2003–dodnes)
- Paolo Gregoletto – baskytara, vokály v pozadí (zpěv) (2004–dodnes)
- Alex Bent – bicí a perkuse (2016–dodnes)

Bývalí členové
- Brad Lewter – zpěv, baskytara (1999–2000)[18]
- Jarred Bonaparte – rytmická kytara (1999–2000), baskytara (2000–2001)[18]
- Brent Young – rytmická kytara (2000–2001), baskytara (2001–2004)[18]
- Travis Smith – bicí a perkuse (1999–2009)
- Nick Augusto – bicí a perkuse (2010–2014)
- Mat Madiro – bicí a perkuse (2014–2015)
- Paul Wandtke – bicí a perkuse (2015-2016)

## Diskografie
- Ember to Inferno (2003)
- Ascendancy (2005)
- The Crusade (2006)
- Shogun (2008)
- In Waves (2011)
- Vengeance Falls (2013)
- Silence in the Snow (2015)
- The Sin and the Sentence (2017)
- What the Dead Men Say (2020)
- In the Court of the Dragon (2021)